# کیچی میکی
کیچی میکی (انگلیسی: Keiichi Miki؛ زادهٔ ) یک بازیکن تنیس روی میز اهل ژاپن است. 
وی در مسابقات کشوری و بین‌المللی در مجموع برنده ۵ مدال طلا، ۲ مدال برنز شده‌است.